# Arnould Bonneville de Marsangy
Pour les articles homonymes, voir Bonneville.
Arnould Bonneville de Marsangy, né à Mons en 1802 et mort en 1894 à Paris, est un magistrat français.
Il est l'un des précurseurs de la criminologie et de pratiques telles que le casier judiciaire (idée proposée en 1848 et instituée en 1850), la libération conditionnelle, la généralisation de l'amende à la place de l'emprisonnement ou l'indemnisation des victimes d'une erreur judiciaire.

## Ouvrages
- De la Récidive, ou des Moyens les plus efficaces pour constater, rechercher et réprimer les rechutes dans toute infraction à la loi pénale, Paris, Cotillon, 1844, lire en ligne sur Gallica.
- Des libérations préparatoires, 1846.
- Traité des diverses institutions complémentaires du régime pénitentiaire, 1847.
- Des pénalités pécuniaires au double point de vue de la répression des méfaits et du soulagement des classes indigentes, 1847.
- De la Localisation au greffe de l'arrondissement natal des renseignements judiciaires […], Versailles, Dufaure impr., 1849, lire en ligne sur Gallica.
- De l'amélioration de la loi criminelle en vue d'une justice plus prompte, plus efficace, plus généreuse et plus moralisante, 1855 1.
- Étude sur la moralité comparée de la femme, et de l'homme, au point de vue de l'amélioration des lois pénales et des progrès de la civilisation, 1862.

## Pour approfondir